# DB série 120
La DB série 120 est une série de locomotives électriques exploitées par DB Fernverkehr (de) en Allemagne.

## Histoire
La 120-001 atteint 265 km/h le 17 octobre 1984 entre Donauwörth et Augsbourg, détrônant les 103 (252,9 km/h en 1973).
Les locomotives de série sont mises en service en tête de trains à 200 km/h en remplacement de la série 103 dont les bogies CC abîment les voies.
En 1991, elles perdent quelques trains dévolus aux ICE nouvellement mis en service. En 1994, des déformations de châssis sont constatées et les examens révèlent même des fissures. L'atelier de Cottbus traite les machines en chaine spéciale, provoquant des manques de machines préjudiciables au service. 
Les incidents de parcours continuent cependant, conduisant à une indisponibilité élevée et à la cherté de leur entretien. La direction de Reise & Touristic, la section voyage de la DB, propose de les reverser à Railion, la filiale fret qui les refuse. Leur réforme progressive est alors décidée à partir de 2002.

## Conception
Les prototypes des locomotives, livrés en 1979, étaient les premières locomotives électriques à moteurs triphasés. Ils étaient basés sur des expériences faites dans les années 1970 sur des locomotives diesel-électriques qui avaient servi de plates-formes de test. 
La conception de la machine visait à en faire la première machine universelle, capable de tirer des trains de voyageurs rapides aussi bien que des lourds trains de fret. Alors que l'équipement électrique a dépassé les prévisions, la partie mécanique a souffert de sa construction légère rendue nécessaire par l'électronique lourde de l'époque.
Après des tests intensifs, une série de 60 locomotives (désignées série 120.1) a été commandée en 1984 et livrée en 1987-1989. Les plans initiaux qui prévoyait la construction d'un maximum de 1 000 machines ont été abandonnés lors du découpage par activités de la DB. Les machines 120 ont été affectées à DB Fernverkehr, les autres divisions de la Deutsche Bahn ayant commandé des locomotives dont les technologies dérivent des 120, mais sans en être directement des successeurs.

Images DB série 120
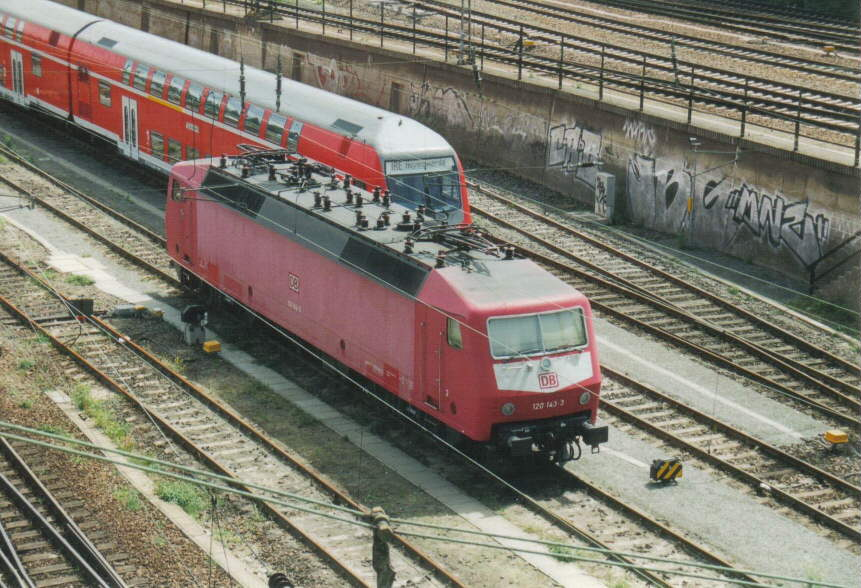
La 120-143 à Dresde
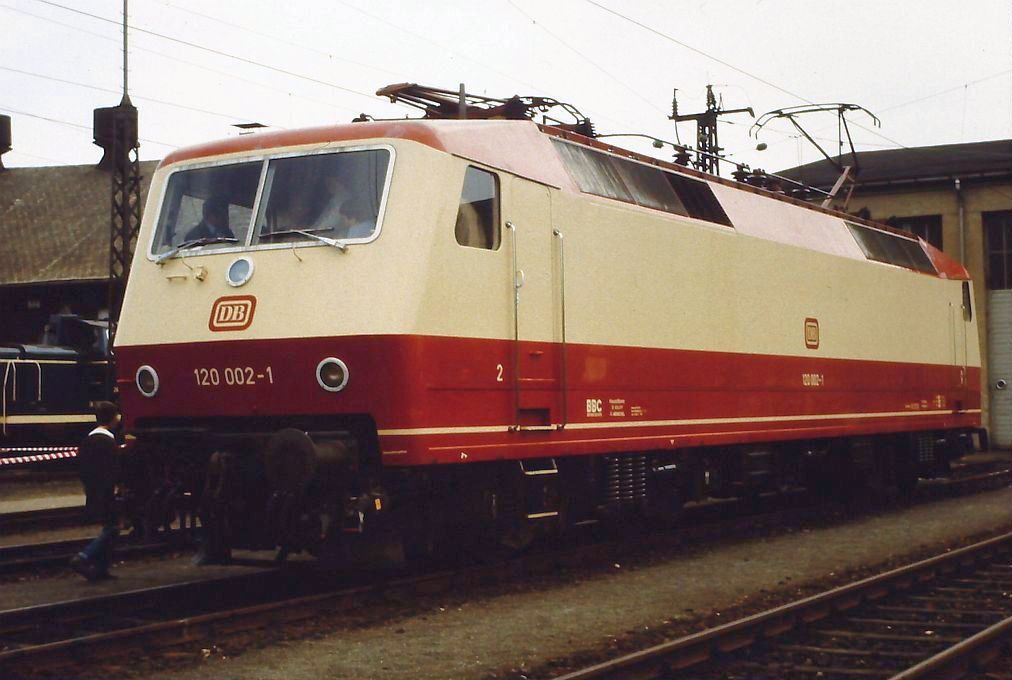
La 120-002 à Wurtzbourg en 1984
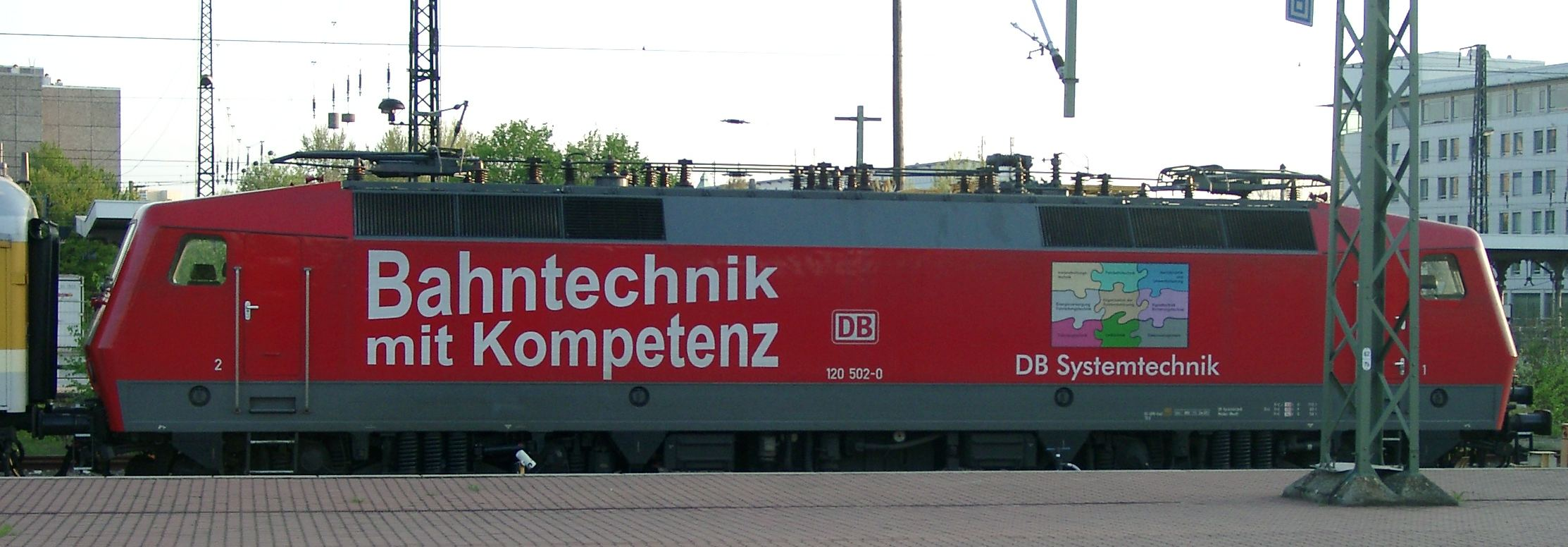
Une 120 (DB Systemtechnik) pendant l'été 2006 à Dresden-Hbf